# 伯顿阿尔比恩足球俱乐部
伯顿阿尔比恩足球俱乐部（英語：Burton Albion F.C.），香港賽馬會稱為伯頓，是位於英格蘭西密德兰斯塔福德郡以釀造啤酒著名的特倫特河畔伯頓的足球會，成立於1950年，綽號「釀啤酒人」（Brewers）。保頓艾爾賓早年只在業餘的聯賽組別作賽，在2008/09年贏得英格蘭足球議會全國聯賽冠軍後，球隊升級到英格蘭足球乙級聯賽，首次晉身職業聯賽行列；再於2014/15年球季取得英乙冠軍，歷來首次升班到第三級的英格蘭足球甲級聯賽中角逐。翌年，保頓艾爾賓取得英甲聯賽亞軍，歷史性升班至英格蘭冠軍聯賽作賽。保頓艾爾賓在2017/18年度英冠聯賽只取得第23名，2018/19年度賽季降回英甲作賽。
伯顿阿尔比恩的吉祥物「Billy Brewer」奪得2004年首屆舉行的「吉祥物奧運會」的冠軍金獎。

## 大事紀年
| 年 份   | 事 項                                                                                         |
| ------- | --------------------------------------------------------------------------------------------- |
| 1950-51 | 參加伯明翰及鄰近地區聯賽（Birmingham & District League）                                      |
| 1953-54 | 伯明翰及鄰近地區聯賽亞軍                                                                      |
| 1958-59 | 參加南部聯賽（Southern League）西北分區（North Western zone）                                 |
| 1965-66 | 南部聯賽甲組季軍，升級超聯組                                                                  |
| 1970    | 南部聯賽超聯組排第廿二位，降級甲組                                                            |
| 1971-72 | 南部聯賽北區甲組亞軍，升級超聯組                                                              |
| 1973    | 南部聯賽超聯組排第廿一位，降級北區甲組                                                        |
| 1973-74 | 南部聯賽北區甲組亞軍，升級超聯組                                                              |
| 1974-75 | 足總錦標賽晉級四強                                                                            |
| 1977    | 南部聯賽超聯組排第廿一位，降級北區甲組                                                        |
| 1979-80 | 參加北部超級聯賽（Northern Premier League）                                                   |
| 1986-87 | 決賽0-0，重賽1-2負於京达米士特，足總錦標亞軍                                                  |
| 1987-88 | 再次參加南部聯賽（Southern League）超聯組                                                     |
| 1999-00 | 南部聯賽超聯組亞軍                                                                            |
| 2000-01 | 南部聯賽超聯組亞軍                                                                            |
| 2001-02 | 返回北部超級聯賽（Northern Premier League）超聯組。足總錦標賽晉級四強。北部超級聯賽超聯組冠軍 |
| 2002-03 | 加入足球協會聯賽                                                                              |
| 2004-05 | 協會聯賽更名協會全國聯賽。足總錦標賽晉級四強                                                  |
| 2007-08 | 全國聯賽排第五位，附加賽準決賽兩回合累計3-4負於剑桥联                                         |
| 2008-09 | 全國聯賽冠軍，升級英乙聯賽                                                                    |
| 2012-13 | 英乙聯賽排第四位，附加賽準決賽兩回合累計4-5負於                                               |
| 2013-14 | 英乙聯賽排第六位，附加賽準決賽兩回合累計3-2擊敗，溫布萊決賽0-1負於費列活特                    |
| 2014-15 | 英乙聯賽冠軍，升班英甲                                                                        |
| 2015-16 | 英甲聯賽亞軍，升班英冠                                                                        |
| 2017-18 | 英冠聯賽排第廿三位，降班英甲                                                                  |

## 近況
參見2015年至2016年英格蘭足球甲級聯賽
- 2015年12月4日，帶領球隊升班英甲的領隊（Jimmy Floyd Hasselbaink）聯同副手大衛·奥菲路（David Oldfield）一同轉投英冠球會昆士柏流浪[4]。
- 2015年12月7日，前領隊（Nigel Clough）走馬上任[5]。

### 盃賽成績
| 圈數     | 日期          | 主／客   | 對賽球隊   | 紀錄                                             |
| 聯 賽 盃 | 聯 賽 盃      | 聯 賽 盃 | 聯 賽 盃   | 聯 賽 盃                                         |
| -------- | ------------- | -------- | ---------- | ------------------------------------------------ |
| 第一圈   | 2020年9月5日  | 主       | 阿克寧頓   | 和1 - 1 互射十二碼勝4 - 2 （页面存档备份，存于） |
| 第二圈   | 2020年9月16日 | 主       | 阿士東維拉 | 負1 - 3                                          |
| 足 總 盃 |               |          |            |                                                  |
| 第一圈   | 2020年11月8日 | 客       | 班列特     | 負0 - 1                                          |

## 主場球場

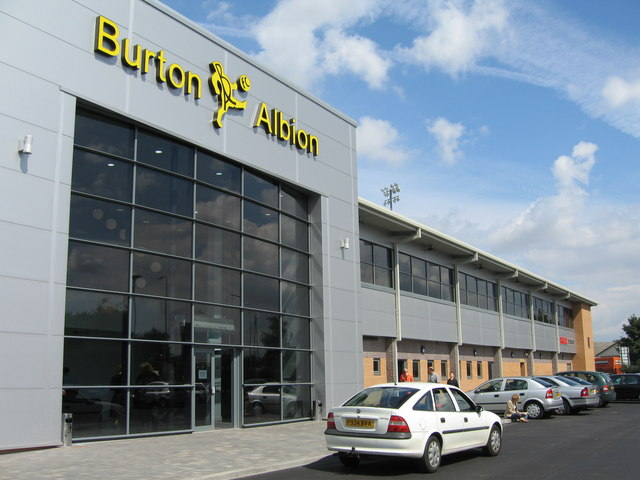
倍耐力運動場

倍耐力运动场（Pirelli Stadium）是位於英格蘭斯塔福德郡斯塔福德郡東（East Staffordshire）特倫特河畔伯頓（Burton upon Trent）的足球場，耗資720萬英鎊建成，於2005年7月16日揭幕，是保頓艾爾賓足球會的主場球場。球場可容6,912名觀眾，其中有2,034個坐席。球場土地由倍耐力捐贈，因此而獲得命名權。
球場由四座獨立單層看台組成。南看台是主看台，亦是唯一的全坐席看台，供主、客球迷入座；西看台和北看台是供主場球迷的階梯看台；而東看台同樣是階梯看台則開放予作客球迷，其頂蓋設有記分牌。

## 敵對球隊
自從保頓艾爾賓升上英格蘭足球聯賽後，球隊與鄰近的、及開始建立敵對關係。由於領隊尼祖·哥洛夫（Nigel Clough）離隊轉投英冠的，而當保罗·佩茨索利多（Paul Peschisolido）執教球隊後，引入多名前打比郡球員，導致兩會亦有一定程度的敵對關係。

## 榮譽
- 英格蘭足球議會全國聯賽
  - 冠軍（1）：2008/09年；
- 英格蘭足球乙級聯賽
  - 冠軍（1）：2014/15年；

## 著名球員
- 艾迪·冼威爾（Eddie Shimwell） - 前英格蘭國腳，首名在舊溫布萊入球的後衛，是球隊的球員兼領隊
- 马克·罗宾斯（Mark Robins） - 前曼聯及前鋒
- 史蒂夫·科特里尔（Steve Cotterill） - 前領隊
- 马特·杜克（英语：Matt Duke (footballer)）（Matt Duke） - 前門將
- 加里·罗维特（Gary Rowett） - 前、莱斯特城及後衛
- 安迪·辛顿（Andy Sinton） - 前英格蘭國腳及翼鋒
- 尼祖·哥洛夫（Nigel Clough） - 前英格蘭國腳及前鋒

## 註腳
1. ↑  .   [2008-05-06]. （原始内容存档于2008-06-08）.
2. ↑  .   [2008-05-07]. （原始内容存档于2008-05-09）.
3. ↑  .   [2013-05-05]. （原始内容存档于2013-05-05）.
4. ↑  . BBC Sport. 2015-12-04  [2015-12-05]. （原始内容存档于2015-12-05） （英语）.
5. ↑  . BBC Sport. 2015-12-07  [2015-12-07]. （原始内容存档于2015-12-07） （英语）.

## 外部連結
- 伯顿阿尔比恩官網

52°49′15.77″N 1°37′46.86″W / 52.8210472°N 1.6296833°W（英文）